# Cimetière et chapelle de Kleingœft
Les cimetière et chapelle de Kleingœft forment un monument historique situé à Kleingœft, dans le département français du Bas-Rhin.

## Localisation
Ces constructions sont situées à Kleingœft.

## Historique
Les édifices font l'objet d'une inscription au titre des monuments historiques depuis 1965.